# Puntius sophore
Cá đòng đong hồ (Danh pháp khoa học: Puntius sophore) là một loài cá nước ngọt nhiệt đới và cá nước lợ thuộc chi Puntius trong họ Cyprinidae. Chúng được ưa chuộng để nuôi làm cảnh (hồng mi bóng đêm).

## Giới thiệu
Nó có nguồn gốc ở các vùng nước nội địa ở châu Á và được tìm thấy ở Pakistan, Ấn Độ, Nepal, Bangladesh, Myanmar, Bhutan, Afghanistan, và Vân Nam, Trung Quốc. Nó đạt đến một kích thước lớn đến 18 cm và trọng lượng tới 70 gam (2,5 oz). Môi trường sống tự nhiên của nó là các con sông, suối, ao hồ trong vùng đồng bằng và vùng núi thấp. Nó là một con cá mồi dồi dào. Loại cá này ban đầu được đặt tên là Cyprinus sophore bởi Francis Buchanan-Hamilton vào năm 1822, và cũng được gọi là Systomus sophore, và Barbus sophore.